# ダグ・ラッセル

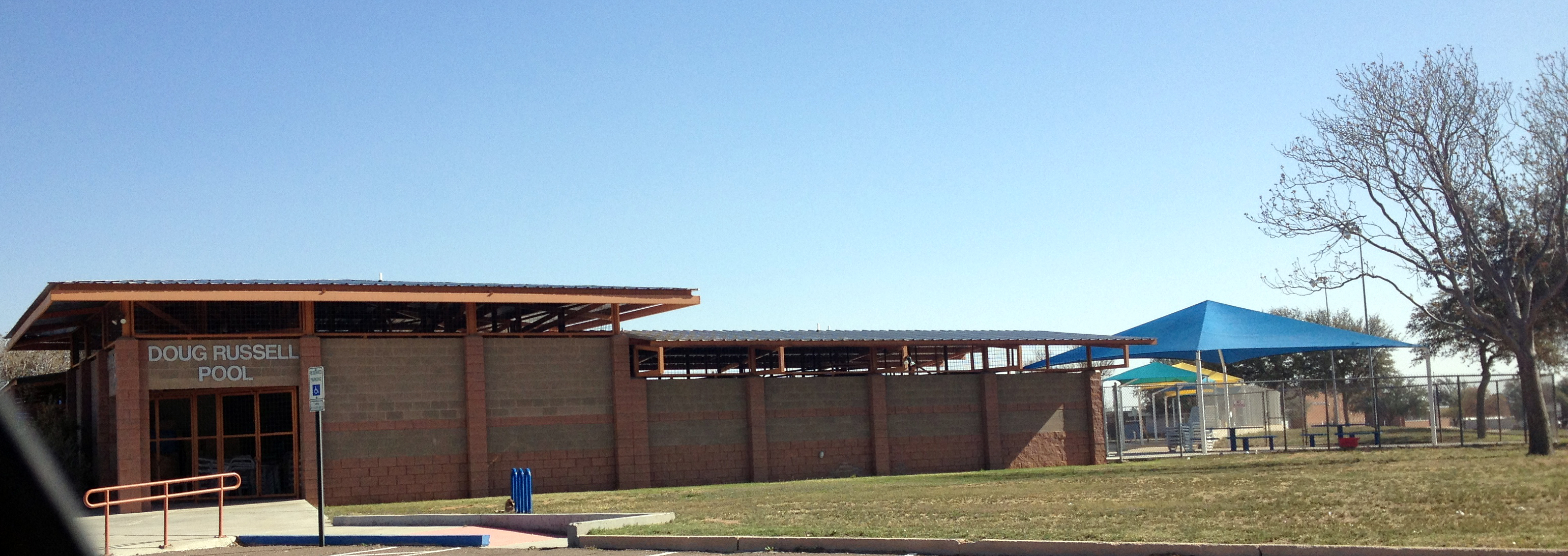
ダグ・ラッセル・プール

ダグラス・アルバート・ラッセル（英: Douglas Albert Russell、1946年2月20日 - ）は、アメリカ合衆国の元競泳選手。

## 経歴
ニューヨーク市に生まれた後、テキサス州ミッドランドに転居し、同地で育った。ミッドランド高校在学中に競泳をはじめた。当時はミッドランド市が1962年に新設した「アラモ」という50メートルプールで泳いでいたが、このプールはのちに「ダグラス・ラッセル・スイミング・プール」に改称された。高校時代はバタフライ、背泳ぎ、個人メドレーいずれも得意とする、オールラウンド型の選手だった。当時の他の選手は、ラッセルを「手ごわいライバル」と表現し、勝つのが難しい相手だったからこそ、その周囲の選手はベストを尽くすようになったとふりかえっている。
進学先のテキサス大学アーリントン校ではドン・イースターリングがコーチを務める競泳・飛び込みチーム「UTアーリントン・マーベリックス」に所属し、全米大学体育協会 (NCAA) の大会などに出場した。同校のキャンパスには、彼にちなんで「ダグ・ラッセル・パーク」と命名された一画がある。1967年のパンアメリカン競技大会では、200メートル個人メドレーで金メダルを獲得。翌年にはNCAA全米選手権の100ヤードバタフライや、アマチュア運動連合 (AAU) 全米大会の100メートルバタフライで優勝した。
1968年のメキシコシティオリンピックでは、男子100メートルバタフライで、本命のマーク・スピッツを破り金メダルを獲得。同種目はメキシコシティ五輪から正式種目に取り上げられたため、ラッセルは初の金メダリストとなった。また、4×100メートルメドレーリレーにもアメリカ代表のひとりとして出場し、2つ目の金メダルを獲得した。ラッセルがバタフライ、チャーリー・ヒックコックスが背泳ぎ、ドン・マッケンジーが平泳ぎ、ケン・ウォルシュが自由形を泳いだアメリカ代表チームは、決勝で3分54秒9という世界新記録を樹立した。
1985年、競泳選手として国際水泳殿堂に殿堂入りを果たした。